# Thymidine monophosphate
La thymidine monophosphate (TMP), également appelée désoxythymidine monophosphate (dTMP) ou 5'-thymidilate, est un désoxyribonucléotide constitué de résidus de thymine et de 2'-désoxyribose lié à un groupe phosphate. Elle est l'un des monomères constituant l'ADN, où la thymine peut se lier à l'adénine par deux liaisons hydrogène.
Le ribonucléotide correspondant est la 5-méthyluridine monophosphate, encore appelée ribothymidine monophosphate.